# Megaselia masatierrana
Megaselia masatierrana är en tvåvingeart som först beskrevs av Günther Enderlein 1938.  Megaselia masatierrana ingår i släktet Megaselia och familjen puckelflugor. Inga underarter finns listade i Catalogue of Life.